# Varso
Varso — небоскрёб, расположенный в Варшаве в Польше. Самое высокое здание в Польше и в Европейском союзе. 

## История
Башня Varso была спроектирована Foster + Partners. Участок для строительства на углу улиц Хмельна и Иоанна Павла II напротив Центрального вокзала Варшавы был приобретён в 2011 году. В 2016 году было получено разрешение на строительство. 
В начале 2017 года стартовало строительство здания. Первоначально закончить главное здание планировали в середине 2020 года, но из-за пандемии COVID-19 сроки сдачи объекта сдвинулись. 
В феврале 2021 года здание достигло проектной высоты. Таким образом, оно стало самым высоким зданием в Европейском союзе (и 6-м по высоте в Европе — его опережают пять российских небоскрёбов). Окончательно завершить строительство планировалось в 2022 году. В сентябре 2022 года здание было введено в эксплуатацию. В 2023 году ожидается открытие смотровой площадки.  

## Описание
Комплекс будет состоять из трёх зданий, соединённых между собой на уровне первого этажа. Высота главного здания составляет 310 м, включая шпиль высотой 80 м. В здании 53 надземных этажа и 4 подземных. Офисное здание будет обслуживаться двумя двухэтажными лифтами.
Основные площади в Varso будут занимать офисы. В небоскрёбе будут расположены две смотровые площадки: одна — на высоте 205 м, а другая — 230 м. С 46-го по 48-й этаж планируется открыть ресторан. В вестибюле небоскрёба высажены деревья.

## Награды
В 2019 году башня Varso была отмечена «BREEAM Awards» как проект, нацеленный на достижение высокого уровня экологичности и энергоэффективности.